# Tingtibi
Tingtibi – miasto w dystrykcie Żemgang, w Bhutanie. Według danych z 2017 roku liczyło 534 mieszkańców.